# Wampanoag
Wampanoag è una tribù nativa americana che aveva nel Massachusetts il suo luogo nativo. Sono conosciuti per aver aiutato i primi coloni inglesi nel 1620 ad insediarsi nel nuovo mondo, ad esempio istruendoli su nuovi tipi di colture, ed a costruire la colonia di Plymouth.